# Jean-Baptiste Paulin Guérin
Jean-Baptiste Paulin Guérin (Tolón, 25 de marzo de 1783 – París, 19 de enero de 1855), fue un retratista y pintor de historia.

## Biografía
Nació en una familia de clase obrera que se mudó a Marsella después de que en 1794 su padre había adquirido allí un negocio de cerrajería. Mientras aprendía esta profesión, Jean-Baptiste Paulin Guérin también estudiaba pintura en una escuela local y mostró un talento para esto. Pronto empezó a pasar todo su tiempo libre pintando. Por aquel entonces entabló amistad con otro pintor principiante, Augustín Aubert, a quien se unió en París en 1802; financió este viaje a través de la venta de sus trabajos a un Barón local que era un entusiasta aficionado al arte. A partir de ese punto se dedicó a la pintura exclusivamente.

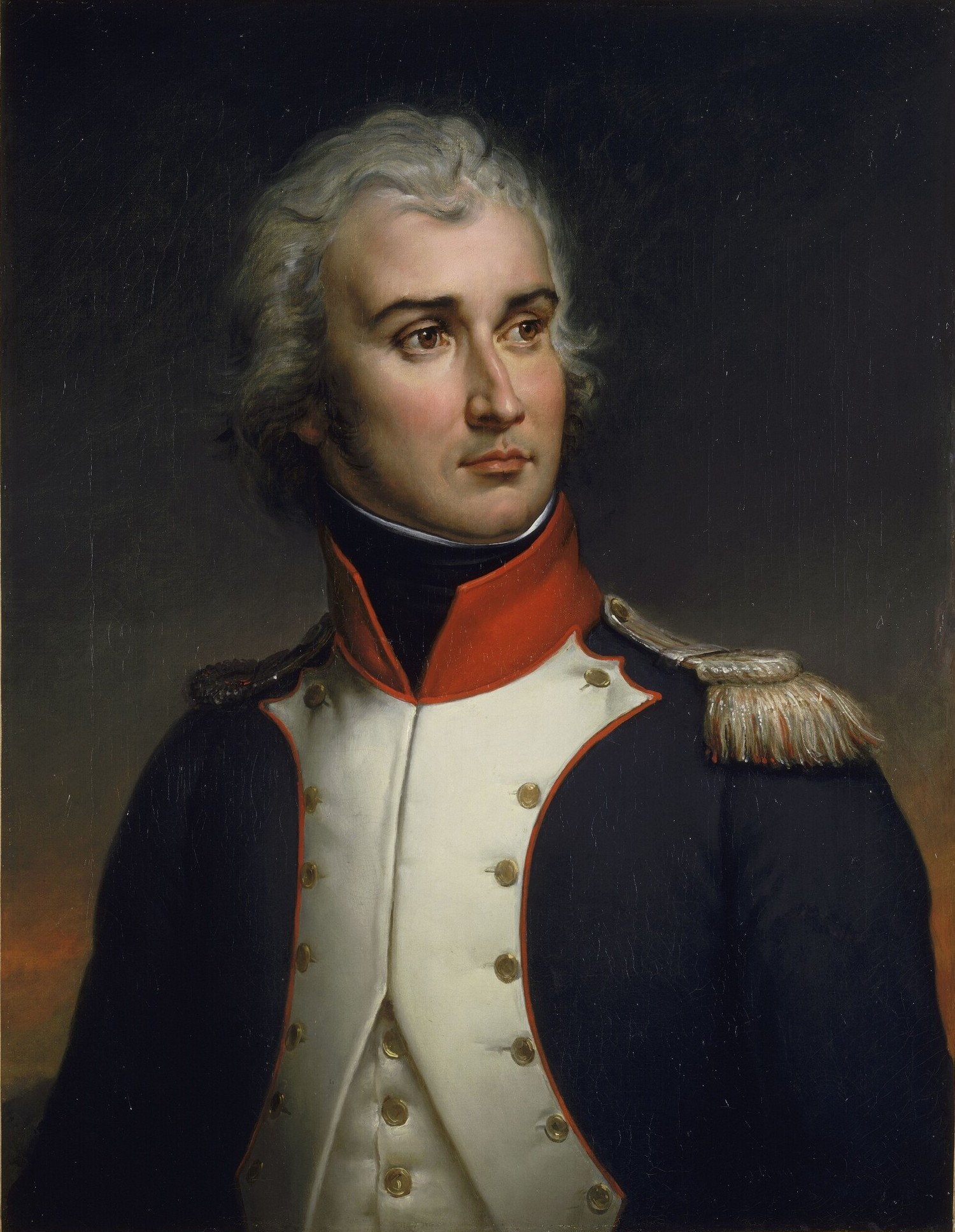
Retrato de Jean Lannes (1835)

Durante un período corto fue empleado como auxiliar de François Gérard, mientras servía de aprendiz sin remuneración en el estudio de François-André Vincent. En el estudio de Gérard preparaba lienzos pintando ropa, paños y diversos elementos. La mayor parte del dinero cobrado enviaba a casa para soportar su familia. Un tiempo después Paulin Guérin se aburrió de este trabajo tedioso y en 1810 presentó unos de sus cuadros en el Salón, sus obras fueron mayormente bien recibidas.
Vivant Denon le pidió ayuda para decorar el techo del Palacio de las Tullerías, sin embargo el proyecto nunca fue terminado debido a la Restauración borbónica. Después ayudó a renovar el Palacio de Versalles y restaurar allí unas pinturas. En 1817 ganó una medalla de oro por "Jésus mort et la Mère des douleurs"(Jesús que murió y la Madre que se aflige), que había sido creada para la Basílica de Baltimore, la construcción católica más antigua de los Estados Unidos. 

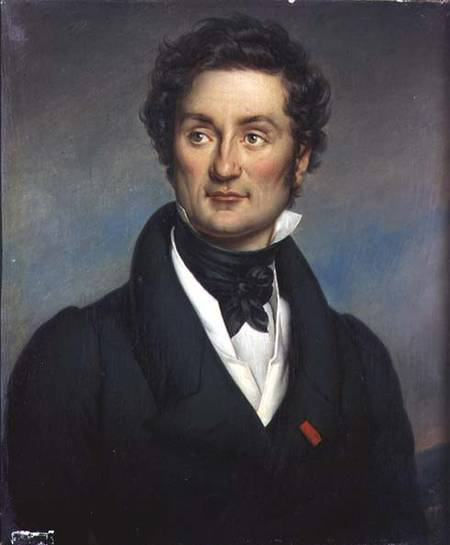
Retrato de Charles Nodier (1844)

En 1822 su cuadro "Anchise et Vénus" atrajo la atención del rey Luis XVIII quien le concedió la orden de la Legión de Honor y, dos años más tarde, el honor de pintar el retrato del rey. En 1828 fue nombrado como Director de dibujo y pintura del Maison d'éducation de la Légion d'honneur. También trabajaba como profesor privado. Durante el reinado del rey Luis Felipe el pintor continuó recibir numerosos encargos públicos.
Unos meses después de su muerte en la Exposición Universal de París (1855) se celebró una exhibición grande de sus pinturas. Unos de sus trabajos fueron erróneamente atribuidos a Pierre-Narcisse Guérin o a Jean-Urbain Guérin, y viceversa. Ninguno de ellos no tenía relación alguna con él.